# Публий Септимий Гета (баща на Септимий Север)
Вижте пояснителната страница за други личности с името Гета.
Публий Септимий Гета (на латински: Publius Septimius Geta; 110 – 198) e женен за Фулвия Пия. Той е баща на император Септимий Север и дядо на императорите Каракала и Публий Септимий Гета.
Името му е открито в Цирта, Африка. Гета е от Лептис Магна, югоизточно от Картаген в днешна Либия в Северна Африка.
Гета е син на Луций Септимий Север, римски конник и Витория (* 85), дъщеря на Марк Виторий Марцел (суфектконсул 105 г.) и съпругата му Хозидия Гета, дъщеря на Гней Хозидий Гета (суфектконсул 47 г.). Дядото и бабата на Гета по бащина линия са Марк Септимий Апер и съпругата му Октавия.
Гета е от плебейския род Септимии. Той има двама братовчеда, които са консули на римския император. Единият е Гай Септимий Север (суфектконсул 160 г. и управител на Нумидия през 173 – 174 г. и 177 г.). Другият е Публий Септимий Апер (суфектконсул 153 г.) и е баща на Публий Септимий Апер и дядо на Гай Септимий Апер, (консул 207 г.; (+ 212 г.). Друг негов роднина e Луций Септимий Флак (суфектконсул 183 г.).
Гета се жени за Фулвия Пия (125 – 198), дъщеря на ... Фулвий Пий (* 100) и съпругата му Плавция Октавила (* 110), сестра на Гай Фулвий Плавциан.
Гета и Пия имат три деца, син бъдещия император Луций Септимий Север (упр. 146 – 211), друг по-малък син Публий Септимий Гета (консул 203 г.) и дъщеря Септимия Октавила.